# ヤクシカ
ヤクシカ（Cervus nippon yakushimae）は、ニホンジカの亜種であり、鹿児島県の屋久島と口永良部島にのみ生息する。

## 形態と進化
ヤクシカは日本に生息するニホンジカの亜種の中でも特に小型で、体高は約80㎝、屋久島西部の成熟メスの体重は19-25kg前後、成熟オスの体重は24-37kg前後である.。ただし、東部にはより大きい個体が生息しているという。ニホンジカのオスは成熟すると角が4本に枝分かれするが、ヤクシカでは3本以下が普通である。また、ヤクシカには体サイズのわりに四肢が短いという形態的特徴がみられる。
これらの形態上の特徴は遺伝的なものであり、つまり進化の結果であることが示唆されている。一般的に動物が小型に進化するのは、捕食者がいない場合や、生息密度が高く食物資源をめぐる種内競争が強い場合などが考えられている。屋久島では中型以上の肉食動物が自然分布していた証拠がないことから、ヤクシカの小型化進化についてもこの説が当てはまると考えられている 。

## 生態

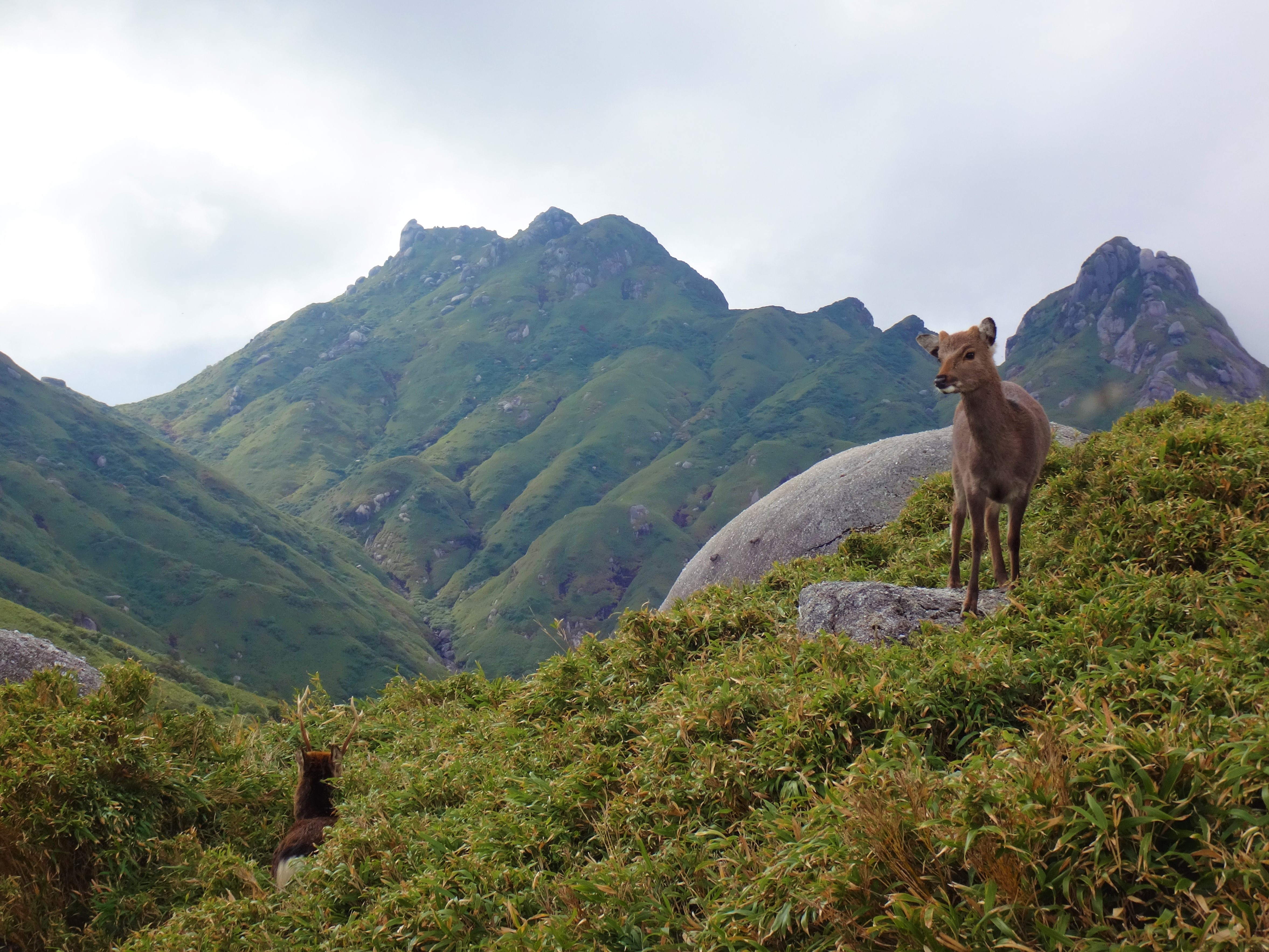
宮之浦岳とヤクシカ。

常緑広葉樹林に生息するヤクシカの主な食物は落葉や落ちてきた果実・種子などである。こうした森林内降下物（リター）が食物に占める割合は7割に達する。この中にはヤクシマザルが木の上で採食中に落とす葉や果実なども含まれる。残りの3割は生きた植物の葉やキノコ類などである。また、動物の骨やシカの角、またごく稀に死んだ鳥などの動物遺骸を食べることもある。一方、高標高のヤクザサ帯では単子葉類の草本が主要な食物となっている。
常緑広葉樹林内におけるヤクシカの行動域は狭く、メスで7-17ha、オスで4-78ha（90%固定カーネル法による値）程度である。ただし、オスの何割かは数kmほど行動域を移すことがある。この移動は特定の季節に起きるわけではない。冬期積雪のある屋久島の高標高地域に生息するシカについては、季節的な移動をするかどうか確認されていない。

## 個体数
江戸後期の個体数はかなり多かったとされている。五代秀尭（五代友厚の実父）らによる報告（三国名勝図会）では、一部のシカは人を恐れることを知らず、近づいても逃げなかったようである。少なくとも1950年頃までは海岸近くから亜高山帯までの広い地域に分布していた。その頃の年間捕獲数は1,000頭超、説によっては1,350頭以上とされる。当時の生息数をこれら捕獲数を根拠に推定した結果からは、生息数は10,000頭を大きく上回っていた可能性が指摘されている。
しかし、1960年代からの拡大造林の進行と時期を同じくしてヤクシカは激減し、低地では見ることができなくなった。1969年の捕獲数は100頭まで落ち込み、生息数も1,500頭程度となった。その後、1990年頃から生息数が回復し、2012年の生息数は約18,000頭と報告されている。

## 被害問題
ヤクシカの農作物被害は少なくとも江戸時代には発生していた。1970年代からは屋久島の特産物であるポンカンやタンカンなどの樹皮食いや畑作への被害、植林木への被害が発生している。これらの被害はヤクシカが激減していた時期に始まっており、たとえ生息数が少なくても被害は起きることが指摘されている。被害対策として、1978年より有害駆除が開始され、駆除数を年々増加させている。1999年からの10年間は、農地周辺に限っての集中的な駆除を実施している。しかし、1999年の前後の被害状況を比べると、駆除を行っていない林地での林業被害額が減少したのに対し（これは被害を受けやすい若齢人工林が減ったためとされる）、農業被害額はほとんど変化がなかった。2007-8年に実施された調査では、捕獲圧が高い場所ではシカの日周活動が変化するものの、生息密度は影響されなかったことが示されている。
2000年以降、コモチイヌワラビの地域的絶滅など、自然植生や希少植物など自然生態系への悪影響が指摘されるようになった。そのため、2008年頃から山地での捕獲が再開された。2010年には、自然生態系への影響に対する対策を講じるために、屋久島世界遺産地域科学委員会のもとにヤクシカ・ワーキンググループが設置されている。このワーキンググループでは全島的にシカの個体数を調整する方向性が打ち出されている。
ただし、個体数管理をすべての地域で実施することについては、自然生態系保全の観点からの問題点が指摘されている。また、屋久島には在来の頂点捕食者が存在していないにもかかわらず、北海道大学などの調査によって人為的な間引きがなくとも自然のプロセスの中でヤクシカの個体数が減少、調整されていることが確認されている。